# Simulium teruamanga
Simulium teruamanga är en tvåvingeart som beskrevs av Craig 1987. Simulium teruamanga ingår i släktet Simulium och familjen knott.
Artens utbredningsområde är Cooköarna. Inga underarter finns listade i Catalogue of Life.